# Plistoanatte
Plistoanatte (in greco antico: Πλειστοάναξ?, Pleistoànax; ... – 409 a.C.) è stato un re spartano della dinastia degli Agiadi dal 458 a.C. al 455 a.C. e dal 426 a.C. al 409 a.C.

## Biografia
Era figlio del reggente di Sparta Pausania, che cadde in disgrazia per aver intrattenuto contatti ambigui con Serse. Divenne re di Sparta nel 458 a.C., dopo che Nicomede terminò la reggenza per suo conto. Durante la Guerra del Peloponneso fu favorevole alla pace, ma venne destituito dalla carica regale ed esiliato nel 446/445 a.C. dalla gherusia, insieme al generale Cleandrida, per aver ricevuto dieci talenti da Pericle affinché l'esercito spartano lasciasse la piana di Eleusi. Alcuni studiosi pensano che tuttavia Plistoanatte non stipulò la tregua per corruzione ma per l'accettabilità delle condizioni di resa imposte agli Ateniesi; in ogni caso, il ritiro degli Spartani portò alla pace dei trent'anni.
Nel 428 a.C. Plistoanatte venne richiamato in patria per volere dell'oracolo di Delfi, anche se si sospettò che avesse corrotto la Pizia. Nel periodo in cui regnò Sparta fu in crisi, perciò i suoi nemici gli imputarono le difficoltà della città, cosicché Plistoanatte divenne sempre più favorevole alla pace con gli Ateniesi, avvenuta nel 421 a.C. con la pace di Nicia. Morì nel 409 a.C. e gli succedette al trono il figlio Pausania.